# Zbigniew Domarańczyk
Zbigniew Domarańczyk (ur. 20 sierpnia 1933 w Radzyniu Podlaskim, zm. 18 marca 2013) – polski dziennikarz, reportażysta.

## Życiorys
W 1959 ukończył filologię romańską na Wydziale Nauk Humanistycznych Katolickiego Uniwersytetu Lubelskiego. W latach 1963–1965 był reporterem tygodnika itd, w latach 1965–1969 kierownikiem redakcji francuskiej tygodnika Forum, w latach 1969–1970 kierownikiem Redakcji Dzienników dla Zagranicy Polskiego Radia, w latach 1970–1989 reporterem Telewizji Polskiej, w latach 1989–1991 zastępcą redaktora naczelnego Wiadomości, w latach 1991–1992 zastępcą redaktora naczelnego Kuriera Polskiego. W 1992 został dyrektorem Polskiej Agencji Informacyjnej, dla której wcześniej pracował jako korespondent z Paryża.
Był autorem kilkudziesięciu reportaży telewizyjnych, kilku filmów dokumentalnych oraz wielu książek reportażowo-publicystycznych.
Jego żoną była Ewa Berberyusz.

## Książki
- Agresja izraelska 1967 (1968)
- CIA na Akropolu (1972)
- Wyspa pięciu flag (1973)
- Piractwo XX wieku (1974)
- Przedsionek piekła (1974) – z Tadeuszem Wójcikiem
- Złota wanna szejka i inne naftstories (1975)
- Anaconda łowi pstrągi i inne Cu-stories (1976)
- Sokół nad Akropolem (1976)
- Lockheed płaci najwięcej (1977)
- Tajemniczy klub (1979) – z Aleksandrem Perczyńskim
- Terroryzm (1979)
- Kampucza, godzina zero (1981)
- Wojna po wojnie (1982)
- Strzały w Kairze (1985)
- Strzały w Bejrucie (1986)
- Strzały w Delhi (1987)
- Strzały w Manili (1989)
- 100 dni Mazowieckiego (1990)